# العلاقات الروسية الكورية الجنوبية
تشير العلاقات الروسية الكورية الجنوبية (باللغة الروسية: Российско-южнокорейские отношения، Rossiisko-yuzhnokoreiskie otnosheniya، باللغة الكورية: 한러 관계، hanreo gwangye) إلى العلاقات الخارجية الثنائية بين روسيا وكوريا الجنوبية. بدأت العلاقات الحديثة بين البلدين في 30 سبتمبر 1990.
مباشرة بعد حكم اليابان الاستعماري لكوريا في الفترة بين 1910-1945، أدت الحرب الباردة بين الاتحاد السوفييتي والولايات المتحدة إلى تقسيم كوريا إلى ولايتي الشمال والجنوب. بعد ذلك، منذ فصل الطرفين من قبل كوريا الشمالية ومعارضة الأيديولوجيات، كان هناك اتصال قليل حتى سقوط الاتحاد السوفياتي.
منذ تسعينيات القرن العشرين، وهناك زيادة في التجارة والتعاون بين البلدين. بلغ إجمالي حجم التجارة بين كوريا الجنوبية وروسيا في عام 2003 4.2 مليار دولار أمريكي.

## التعاون الاقتصادي
تعمل كوريا الجنوبية وروسيا معًا على بناء مجمع صناعي ثنائي في منطقة ناخودكا الاقتصادية الحرة في أقصى شرق روسيا وتطوير حقول الغاز في إيركوتسك. اتفق الجانبان أيضًا على التعاون في إعادة ربط خط سكة حديد مخطط سابقًا بين الكوريتين بسكة الحديد العابرة لسيبيريا. أعربت روسيا عن اهتمامها في أن تصبح قناة لصادرات كوريا الجنوبية إلى أوروبا، والتي تمر الآن عن طريق السفن، عن طريق ربط السكك الحديدية الكورية بسكة الحديد العابرة لسيبيريا «تي إس آر».
وبحسب ما ورد، عرضت روسيا سداد ديونها البالغة 1.7 مليار دولار لكوريا الجنوبية من خلال الاستثمارات المشتركة في كوريا الشمالية، مثل مشروع السكك الحديدية.

## برنامج الفضاء
أرسلت كوريا الجنوبية أول رائد فضاء على متن رحلة سويوز إلى محطة الفضاء الدولية في أبريل 2008. قامت كوريا الجنوبية بإطلاق الأقمار الصناعية المحلية في عامي 2009 و2010، بمساعدة روسيا. أُطلق أول قمر صناعي كوري جنوبي بنجاح في عام 2013 بمساعدة روسية مكثفة واعتمادًا على منصة روسيا الأولى.

## تهديد كوريا الشمالية النووي
في 25 مايو 2009، واجهت كوريا الشمالية بعد التجربة النووية انتقادات كثيرة بشأنها من قبل العديد من البلدان، هددت بيونغيانغ بمهاجمة كوريا الجنوبية بعد انضمامها إلى خطة بقيادة الولايات المتحدة لفحص السفن المشتبه بحملها لمعدات أسلحة الدمار الشامل. خشت العديد من وكالات الأنباء في موسكو أن تؤدي هذه الخطوة إلى حرب نووية. هددت كوريا الشمالية أيضًا العديد من البلدان الأخرى مثل الولايات المتحدة الأمريكية واتحادات أخرى في جميع أنحاء العالم. وقال مكتب لي بعد ذلك بأيام قليلة، اتفق رئيس كوريا الجنوبية لي ميونج باك والرئيس الروسي دميتري ميدفيديف في مكالمة هاتفية على الحاجة إلى استجابة دولية قوية، بما في ذلك إجراء من قبل الأمم المتحدة. قالت روسيا إنها ستعمل مع سول على إصدار قرار جديد لمجلس الأمن الدولي وإحياء المحادثات الدولية بشأن القضية النووية لكوريا الشمالية.

## الهجرة البشرية
كوريو-سارام الاسم الذي يستخدمه الكوريون العرقيون في دول ما بعد الاتحاد السوفيتي للإشارة إلى أنفسهم. يقيم ما يقارب 500,000 كوري عرقي في الاتحاد السوفياتي السابق، بشكل أساسي في الدول المستقلة حديثًا في آسيا الوسطى. هناك أيضًا مجتمعات كورية كبيرة في جنوب روسيا (حول فولغوغراد) والقوقاز وجنوب أوكرانيا. يمكن تعقّب أصل هذه المجتمعات إلى الكوريين الذين عاشوا في الشرق الأقصى الروسي في أواخر القرن التاسع عشر. هناك أيضًا جالية كورية عرقية منفصلة في جزيرة سخالين، يُشار إليهم عادةً باسم الكوريين السخالين. يمكن أن يُحدد بعضهم بمثابة كوريو-سارام، لكن الكثير منهم ليسوا كذلك. على عكس المجتمعات الموجودة في الجزء الرئيسي لروسيا، والتي تتكون في الغالب من المهاجرين من أواخر القرن التاسع عشر وأوائل القرن العشرين، جاء أسلاف الكوريين ساخالين مهاجرين من مقاطعات جيونج سانج وجولا في أواخر الثلاثينيات وأوائل الأربعينيات للقرن العشرين، أُجبروا على العمل في مناجم الفحم من قبل الحكومة اليابانية لسد النقص في اليد العاملة بسبب الحرب العالمية الثانية.
بدأ الروس في كوريا في الوصول في وقت مبكر من عام 1885؛ ومع ذلك، تتكون تقريبًا كل الجالية الروسية الحالية في كوريا الجنوبية، والتي تقدر بحوالي 10,000شخص، من المهاجرين الجدد.

## التبادل الثقافي
هناك حالات للتبادل الثقافي بين البلدين قبل الاعتراف الدبلوماسي الرسمي. كان إدخال الأدب الكوري إلى منطقة روسوفون نشطًا نسبيًا حتى سبعينيات القرن العشرين بشكل رئيسي من خلال القصص الكلاسيكية الكورية. 

## مقارنة بين البلدين
هذه مقارنة عامة ومرجعية للدولتين:
| وجه المقارنة                                              | روسيا                                   | كوريا الجنوبية                                                          |
| --------------------------------------------------------- | --------------------------------------- | ----------------------------------------------------------------------- |
| المساحة (كم2)                                             | 17.08 مليون                             | 100.30 ألف                                                              |
| عدد السكان (نسمة)                                         | 146.80 مليون                            | 51.47 مليون                                                             |
| الكثافة السكانية (ن./كم²)                                 | 8.59                                    | 513.16                                                                  |
| العاصمة                                                   | موسكو                                   | سول                                                                     |
| اللغة الرسمية                                             | اللغة الروسية                           | اللغة الكورية                                                           |
| العملة                                                    | روبل روسي                               | وون كوري جنوبي                                                          |
| الناتج المحلي الإجمالي (بليون دولار)                      | 1.58 تريليون                            | 1.53 تريليون                                                            |
| الناتج المحلي الإجمالي (تعادل القوة الشرائية) بليون دولار | 3.69 تريليون                            | 1.75 تريليون                                                            |
| الناتج المحلي الإجمالي الاسمي للفرد دولار أمريكي          | 9.09 ألف                                | 27.22 ألف                                                               |
| الناتج المحلي الإجمالي للفرد دولار أمريكي                 |                                         |                                                                         |
| مؤشر التنمية البشرية                                      | 0.798                                   | 0.901                                                                   |
| رمز المكالمات الدولي                                      | +7                                      | +82                                                                     |
| رمز الإنترنت                                              | .ru، .рф، .рус ‏، .su                    | .kr                                                                     |
| المنطقة الزمنية                                           | Magadan Time ‏، ت ع م+02:00، ت ع م+12:00 | توقيت كوريا الجنوبية، ت ع م+09:00، آسيا/سيول ‏، ت ع م+08:00، ت ع م+08:30 |

## مدن متوأمة
في ما يلي قائمة باتفاقيات التوأمة بين مدن روسية وكورية جنوبية:
- ترتبط أومسك مع جينجو باتفاقية توأمة منذ 4 أغسطس 2007.[18][19][20][21]
- ترتبط فانينو مع يوسو باتفاقية توأمة.
- ترتبط نوفوسيبيرسك مع دايجون باتفاقية توأمة منذ 2013.[22][22]
- ترتبط بيلوغورسك مع آنسيونغ باتفاقية توأمة.
- ترتبط ياكوتسك مع تشانغوون باتفاقية توأمة.
- ترتبط روستوف على نهر الدون مع تشونغجو باتفاقية توأمة منذ 1999.[23][23][23][23]
- ترتبط فلاديفوستوك مع بوسان باتفاقية توأمة منذ 1991.
- ترتبط سانت بطرسبرغ مع بوسان باتفاقية توأمة منذ 2 أكتوبر 1967.
- ترتبط تومسك مع ألسان باتفاقية توأمة منذ 2013.
- ترتبط موسكو مع سول باتفاقية توأمة منذ 16 يوليو 1991.
- ترتبط خاباروفسك مع بتشون باتفاقية توأمة.

## منظمات دولية مشتركة
يشترك البلدان في عضوية مجموعة من المنظمات الدولية، منها:
| علم المنظمة | اسم المنظمة                                      | تاريخ انضمام روسيا | تاريخ انضمام كوريا الجنوبية |
| ----------- | ------------------------------------------------ | ------------------ | --------------------------- |
|             | مؤسسة التمويل الدولية                            | 12 أبريل 1993      | 16 مارس 1964                |
|             | يونسكو                                           | 21 أبريل 1954      | 14 يونيو 1950               |
|             | مجموعة الموردين النوويين                         | ?                  | ?                           |
|             | مؤسسة التنمية الدولية                            | 16 يونيو 1992      | 18 مايو 1961                |
|             | وكالة ضمان الاستثمار متعدد الأطراف               | 29 ديسمبر 1992     | 12 أبريل 1988               |
|             | منتدى التعاون الاقتصادي لدول آسيا والمحيط الهادئ | 1 نوفمبر 1998      | 6 نوفمبر 1989               |
|             | منظمة حظر الأسلحة الكيميائية                     | ?                  | ?                           |
|             | الأمم المتحدة                                    | 24 أكتوبر 1945     | 17 سبتمبر 1991              |
|             | منظمة الشرطة الجنائية الدولية                    | 27 سبتمبر 1990     | ?                           |
|             | منتدى آسيان الإقليمي ‏                            | ?                  | ?                           |
|             | مجموعة العشرين                                   | 26 سبتمبر 1999     | ?                           |
|             | البنك الدولي للإنشاء والتعمير                    | 16 يونيو 1992      | 26 أغسطس 1955               |
|             | الفريق المعني برصد الأرض                         | ?                  | ?                           |
|             | الاتحاد البريدي العالمي                          | ?                  | ?                           |
|             | منظمة التجارة العالمية                           | 22 أغسطس 2012      | ?                           |
|             | المنظمة الهيدروغرافية الدولية                    | ?                  | ?                           |
|             | نظام تحكم تكنولوجيا القذائف                      | 1995               | 2001                        |

## أعلام
هذه قائمة لبعض الشخصيات التي تربطها علاقات بالبلدين:
- دينيس لاكتيونوف (لاعب كرة قدم روسي، 4 سبتمبر 1977[31] – )

## وصلات خارجية
- موقع وزارة الخارجية الروسية
- موقع وزارة الخارجية الكورية الجنوبية